# Manolo Cortés
Manuel Cortés de Los Santos plus connu sous le nom de Manolo Cortés, né à Gines (Espagne, province de Séville) le 11 juin 1949 et mort le 25 mars 2017,, est un matador espagnol. Il est l'oncle de Sebastián Cortés et le grand oncle de Antón Cortés .

## Carrière
Il participe à 26  novilladas piquées avant de prendre son alternative à Valence, face au taureau Revendetor de la ganadería d'Urquuijo. À Madrid, il confirme face au taureau Andador de la ganadería d'Urquuijo.
En France, Manolo Cortés fait ses débuts lors des fêtes de Bayonne le 15 août 1968 en compagnie de « Antoñete » et de « El Cordobés ». Face à du bétail de la ganadería El Campillo, il coupe deux oreilles à son premier taureau, et une à son deuxième.
À Mexico, il débute en 1968 en compagnie de Manolo Martínez et Eloy Cavazos, et il confirme son alternative le 12 janvier de l'année suivante face à du bétail de Coaxamalucan

## Style
Matador d'une grande élégance, artiste « suave », Manolo  Cortés reste un des matadors qui a laissé dans l'histoire de la corrida des faenas mémorables, mais il n'a pas toujours eu la volonté de s'affirmer. Il a toréé plus de 500 corridas avant de se retirer des arènes, vers 2002, et de se consacrer à l'élevage. 